# Кохов, Николай Степанович
Николай Степанович Кохов (1919—1980) — полковник Советской Армии, участник Великой Отечественной войны, Герой Советского Союза (1945).

## Биография
Николай Кохов родился 12 апреля 1919 года в деревне Кисели (ныне — Спас-Деменский район Калужской области). В 1930 году переехал в Москву. Окончил семь классов школы, школу фабрично-заводского ученичества и аэроклуб. В 1937 году Кохов был призван на службу в Рабоче-крестьянскую Красную Армию. В 1938 году он окончил Борисоглебскую военную авиационную школу. С марта 1942 года — на фронтах Великой Отечественной войны. Принимал участие в боях на Юго-Западном, Сталинградском, 3-м Украинском и 3-м Прибалтийском фронтах. Участвовал в освобождении Ростовской области, Украинской и Молдавской ССР, Прибалтики.
К сентябрю 1944 года майор Николай Кохов был штурманом 955-го штурмового авиаполка 305-й штурмовой авиадивизии 14-й воздушной армии 3-го Прибалтийского фронта. К тому времени он совершил 197 боевых вылетов на штурмовку скоплений боевой техники и живой силы противника, его важных объектов, нанеся ему большие потери.
Указом Президиума Верховного Совета СССР от 23 февраля 1945 года за «образцовое выполнение боевых заданий командования на фронте борьбы с немецкими захватчиками и проявленные при этом мужество и героизм» майор Николай Кохов был удостоен высокого звания Героя Советского Союза с вручением ордена Ленина и медали «Золотая Звезда» за номером 5326.
После окончания войны Кохов продолжил службу в Советской Армии. В 1958 году в звании полковника он был уволен в запас. Проживал в Москве, работал диспетчером завода «Станколит». 

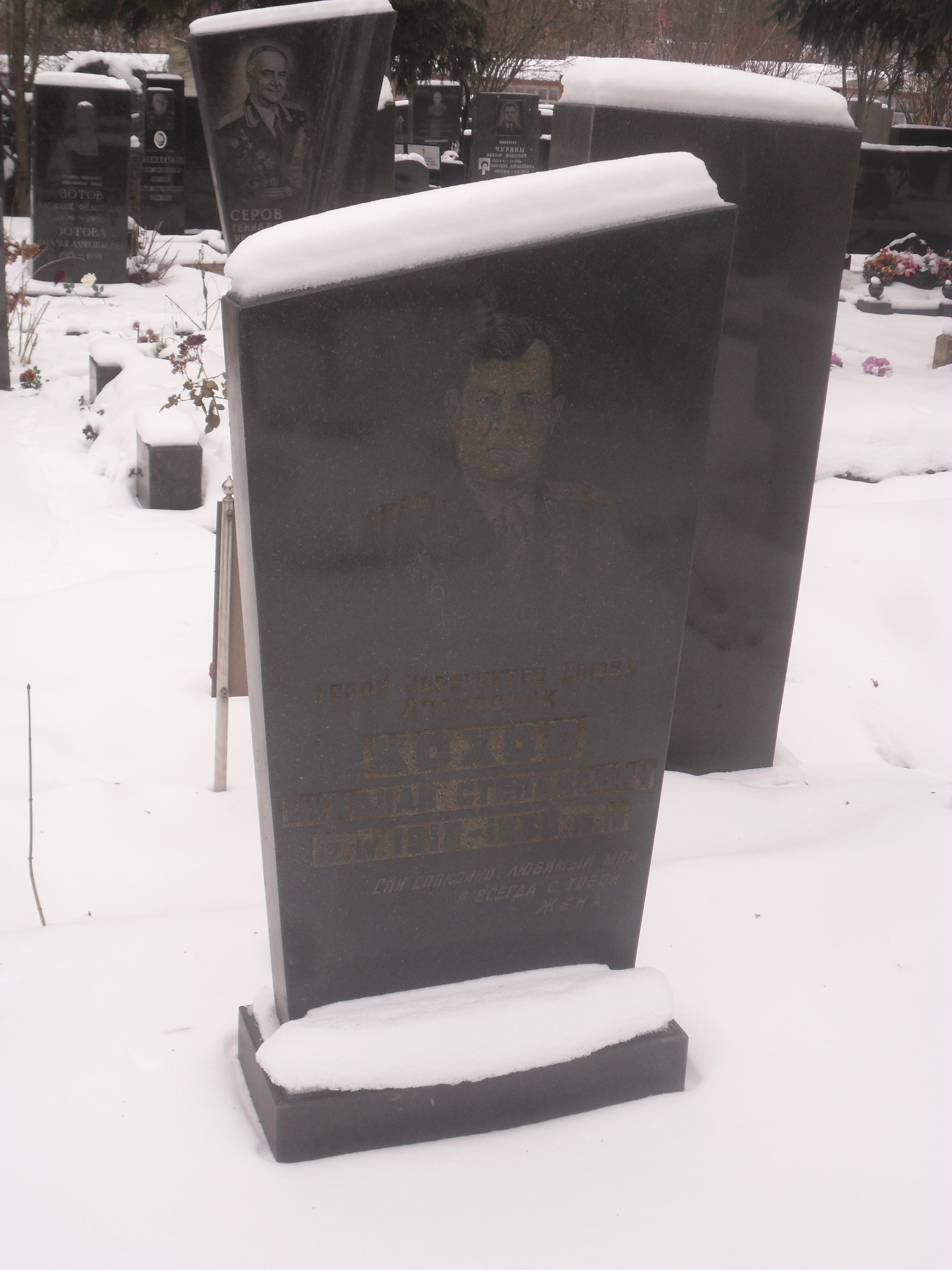
Могила Кохова на Кунцевском кладбище Москвы.

Скончался 13 марта 1980 года, похоронен на Кунцевском кладбище Москвы.
Был награждён двумя орденами Ленина, орденами Красного Знамени, Александра Невского, Отечественной войны 1-й степени и Красной Звезды, рядом медалей.